# Повідь

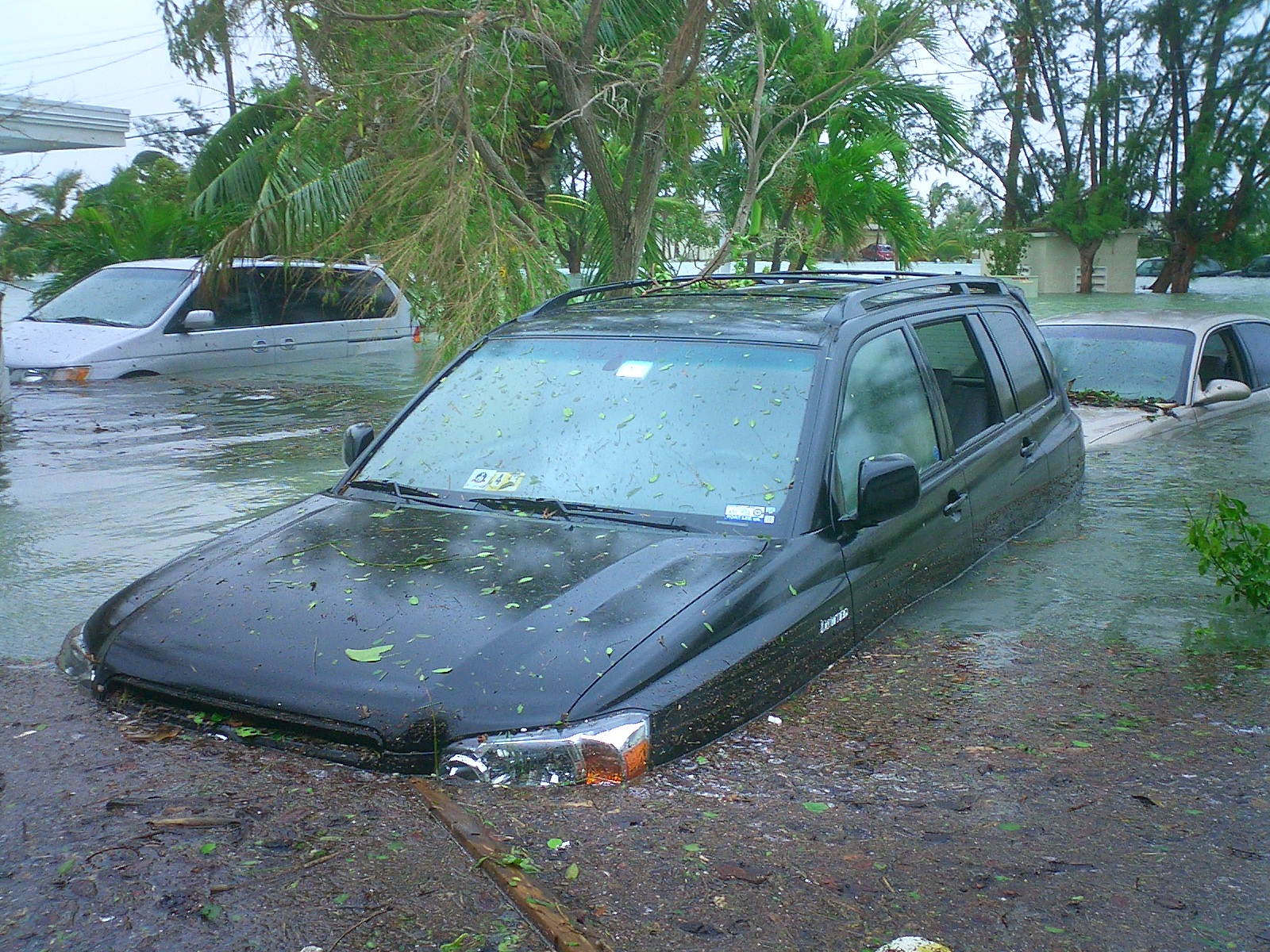
Повідь 2005 року у Флориді внаслідок урагану Вільма

По́відь, пові́ддя — стихійне лихо, що виникає, коли вода виходить за межі звичайних для неї берегів і затоплює значні ділянки суходолу. Поводі, як стихійне лихо, пов’язані з соціальними, економічними й екологічними збитками, з втратою здоров’я чи й загибеллю людей. Поводі трапляються внаслідок збільшення кількості води в річці, озері чи морі через дощі, танення снігів, прорив дамб тощо. 
Терміни «повінь» та «повідь» у повсякденній мові вживають як синоніми. Регулярні розливи річок, які повторюються зазвичай щороку і здебільшого не спричиняють стихійного лиха, у гідрології називають повенями. Для річок України характерною є весняна повінь, причиною якої стає танення снігу, що накопичився на водозборі за зиму. Нерегулярні порівняно короткочасні розливи називають паводками. Паводок — фаза водного режиму річки, що може багаторазово повторюватися в різні сезони року, характеризується інтенсивним збільшенням витрат і рівнів води внаслідок дощів чи сніготанення.

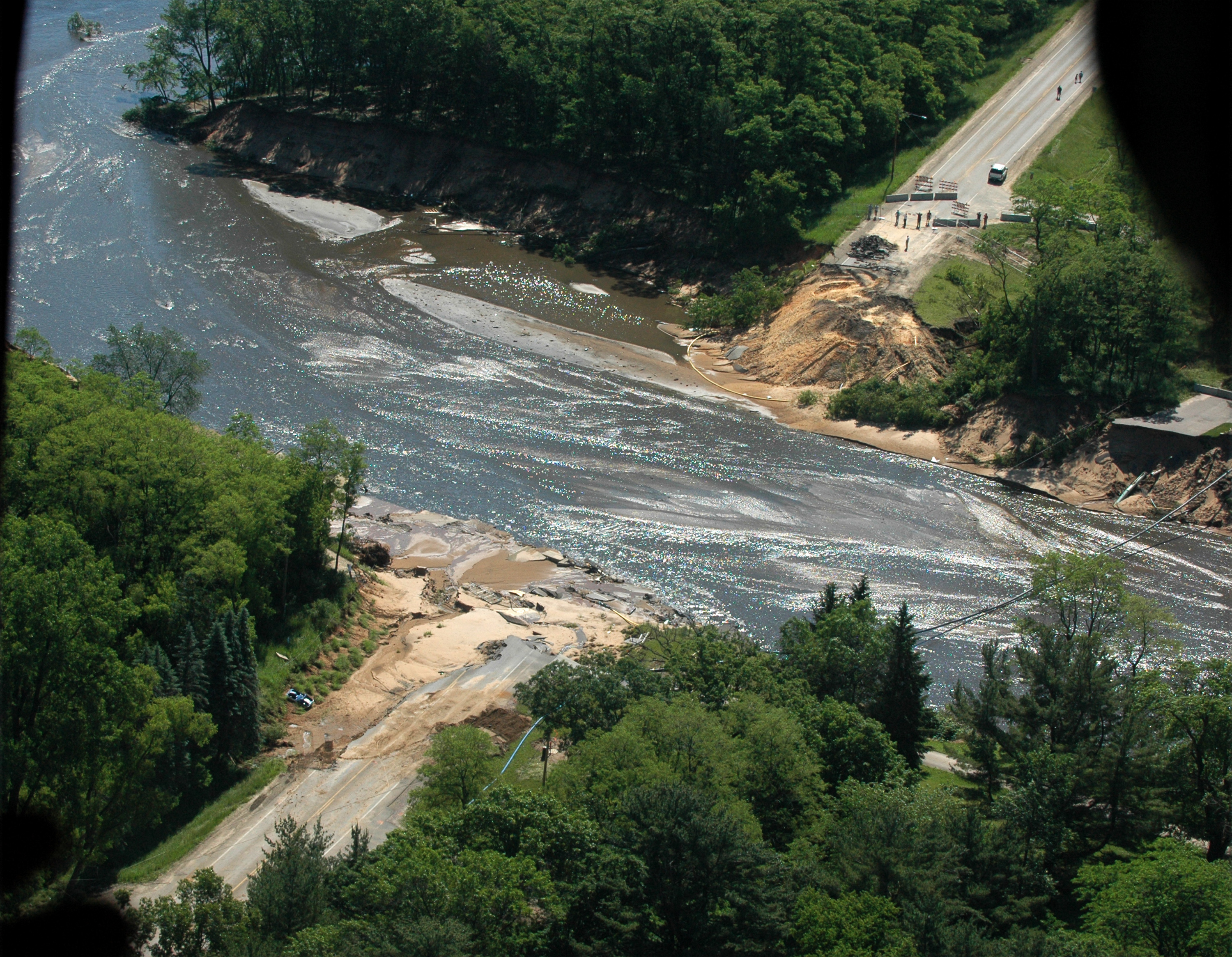
Наслідки поводі на річці Кроуфіш у штаті Вісконсин (США) у 2008 році

Поводі на річках трапляються внаслідок збільшення притоку води через дощі, танення снігів тощо; на озерах чи водосховищах — внаслідок перевищення притоку води над витоком. Інколи причиною поводі може стати вітер, який «наганяє» воду. На штучних водоймах причиною підйому води може стати утруднення витоку внаслідок технічних несправностей, на гірських річках — утворення природних гребель внаслідок зсувів (після землетрусів, обвалів тощо). Ще однією причиною може стати прорив води на рівнину, рівень якої розташований нижче від рівня води, що трапляється внаслідок прориву дамб або зміни річкового русла.

## Класифікація поводей залежно від масштабу та повторюваності

### Низькі (малі)

Затоплене місто Галич під час Паводку на заході України 2008 року.

Низькі (малі) поводі виникають на рівнинних річках, охоплюючи невеликі території поза заплавою. Затоплюється менше 10 % сільськогосподарських угідь. Майже не порушують ритму життя населення. Повторюваність — 5-10 років. Наносять незначний збиток.

### Високі
Завдають відчутної матеріальної та моральної шкоди, охоплюють порівняно великі земельні ділянки річкових долин, затоплюють приблизно 10-15 % сільськогосподарських угідь. Істотно порушують господарський і побутовий уклад населення. Зумовлюють часткову евакуаціїю людей. Повторюваність — 20-25 років.

### Видатні
Завдають великої матеріальної шкоди, охоплюючи цілі річкові басейни. Затоплюють приблизно 50-70 % сільськогосподарських угідь, окремі населені пункти. Паралізують господарську діяльність і різко порушують побутовий уклад населення. Зумовлюють необхідність масової евакуації населення і матеріальних цінностей із зони затоплення та захисту найважливіших господарських об'єктів. Повторюваність — 50-100 років.

### Катастрофічні
Завдають величезних матеріальних збитків і спричиняють загибель людей, охоплюючи величезні території в межах однієї або декількох річкових систем. Затоплюється понад 70 % сільськогосподарських угідь, багато населених пунктів, промислових підприємств та інженерних комунікацій. Призводять до масової евакуації, а також загибелі людей. Повністю паралізують господарську та виробничу діяльність. Повторюваність — від ста до двохсот років.

## Причини

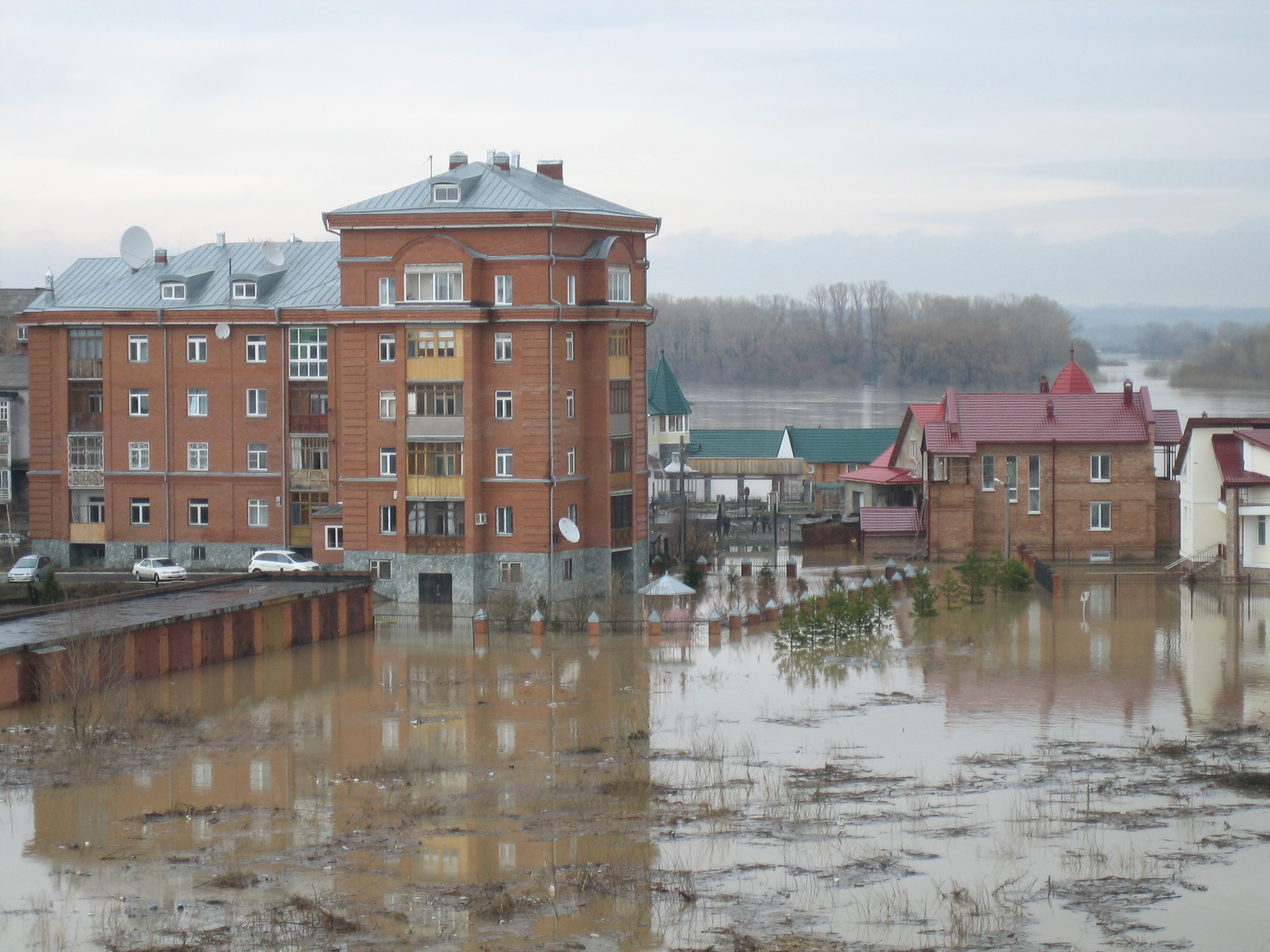
Повідь у Бійську, викликана аномально тривалими дощами (більше 72 годин), 2006 рік.

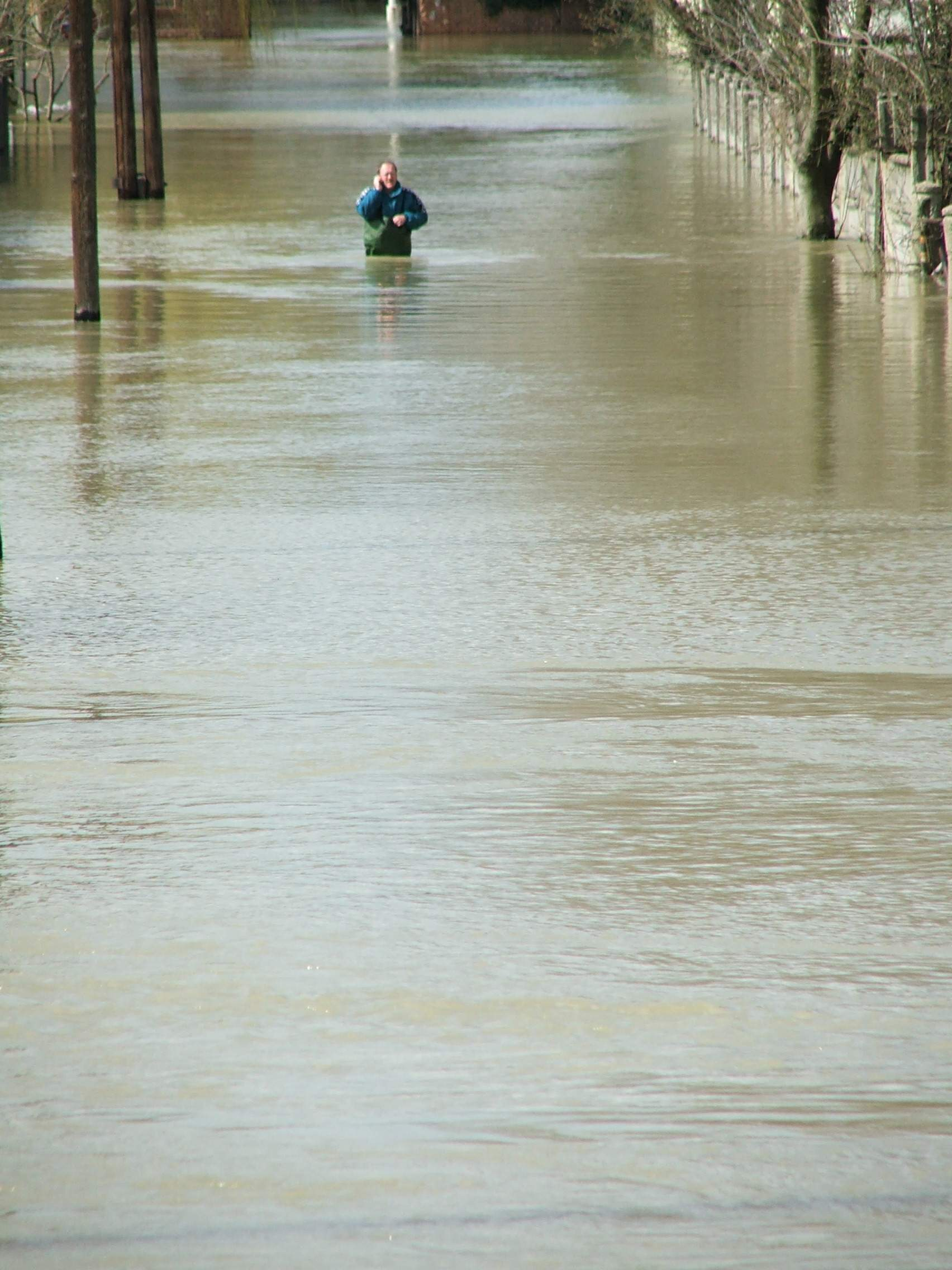
Повідь в Естергомі (Угорщина) 1 квітня 2006

Причинами поводей можуть бути різні чинники:
- Тривалі дощі. Найчастіше це буває у вологих регіонах з великою кількістю опадів (наприклад, Черрапунджі), у посушливих регіонах (пустелі, напівпустелі, степи) це трапляється вкрай рідко, як і в регіонах з помірною вологістю.
- Танення снігів. Інтенсивне танення снігу, особливо якщо земля замерзла, призводить до підтоплення. Масштаби такої поводі залежать від багатьох чинників, отож можуть бути різними: від найменшої до катастрофічної.
- Шторми і тропічні циклони можуть спричиняти штормові припливи, згінно-нагінні явища, сейші та призводити до затоплення узбереж морів.
- Хвиля цунамі.[6] На морських узбережжях і островах можуть виникнути затоплення прибережної смуги хвилею, що утворюється внаслідок землетрусів або виверженнях вулканів в океані. Подібні поводі нерідко бувають на берегах Японії та на інших островах Тихого океану.
- Підвищення дна водойми. Однією з причин поводей є підвищення дна. Кожна річка поступово накопичує відкладення у перекатах, гирлах і дельтах. Повідь в такому випадку відбувається через декілька років після початку процесу, має повільний характер, отож є передбачуваною й усунути її можна днопоглиблювальними роботами.
- Зміни річкового русла.
- Руйнування (прориви) гребель і дамб, пошкодження водних тунелів або труб виникає у випадку, якщо водосховище або гребля (в тому числі природна), розташовані на водному об'єкті вище за течією, вже не можуть через певні обставини стримувати сильний напір води. Причиною може стати проведене з якоїсь причини (наприклад, повінь на водосховищі) аварійне скидання води з водосховища, за якого повідь може бути потужною, руйнівною і нерівномірною (за руйнівною силою потік води може бути потужнішим, ніж хвиля цунамі), але зазвичай короткочасною.
- Інші причини. Зсуви ґрунтів, дамби бобрів можуть призводити до підтоплення навколишніх територій.

## Наслідки

### Первинні
- Фізичне руйнування — пошкодження чи знищення різних структур, у тім числі мостів, будинків, автомобілів, каналізаційних систем, доріг, каналів.

### Вторинні
- Водозабезпечення — забруднення питної води.
- Хвороби — негігієнічні умови зумовлюють спалахи інфекційних хвороб.
- Урожаї та забезпечення їжею — забезпечення їжею порушується у зв'язку з втратами урожаю.[7] Водночас сільське господарство у низинах біля річок залежить від річкового мулу, який приносять повеневі води і який додає поживних речовин до ґрунту.
- Дерева — непристосовані дерева помирають внаслідок повеней.[8]
- Транспорт — руйнуються дороги, транспортні вузли, що спричиняє також ускладнення для служб допомоги, щоб дістатися до місць катастрофи.

### Третинні та довгострокові
Економічні — падіння економічного рівня через руйнування підприємств, інфраструктури, житла та необхідності вкладання коштів у відновлення після поводі, зростання цін на продукти харчування тощо.

## Смертоносні поводі
Нижче подано список найсмертоносніших поводей у світі з загиблими, кількість яких перевищила 100 000 осіб.
| Число загиблих      | Подія                                        | Розташування      | Дата |
| ------------------- | -------------------------------------------- | ----------------- | ---- |
| 2 500 000-3 700 000 | Поводі у Китаї (1931)                        | Китай             | 1931 |
| 900 000-2 000 000   | Повідь на річці Хуанхе 1887 року             | Китай             | 1887 |
| 500 000—700 000     | Повідь на річці Хуанхе 1938 року             | Китай             | 1938 |
| 231 000             | Прорив греблі Банджао внаслідок тайфуну Ніна | Китай             | 1975 |
| 230 000             | Цунамі в Індонезії 2004 року                 | Індонезія         | 2004 |
| 145 000             | Повідь на річці Янцзи 1935 року              | Китай             | 1935 |
| 100 000+            | Повідь св. Фелікса, штормовий нагон (води)   | Нідерланди        | 1530 |
| 100 000             | Повідь в м. Ханой та в дельті Червоної річки | Північний В'єтнам | 1971 |
| 100 000             | Повідь на річці Янцзи 1911 року              | Китай             | 1911 |

## Повені в Україні
Негативні наслідки повеней і паводків проявляються на 27 % території України (165 тис. км2), де проживає майже третина населення. Практично не існує жодної території в Україні, де б не відчувався час від часу негативний вплив паводків і повеней. Найбільшої шкоди від них зазнають гірські та передгірські райони Карпат. Населення й економіка країни зазнають через це значних збитків. Половина освоєних площ схилів піддається впливу зсувних процесів, на 70 % гірських водозборів у Закарпатській, Івано-Франківській, Львівській та Чернівецькій областях розвиваються селеві явища. 
За останні 15 років значні паводки, що призвели до виникнення надзвичайних ситуацій, були в 1995, 1997, 1998, 2001, 2008 роках і паводок 2010 року. Середньорічні збитки від паводків 1995—1998 років становили 899,3 млн гривень, 1999—2007 — понад 1500 млн гривень, 2008 року — близько 6000 млн гривень.

### Повені в Києві
До будівництва дніпровських водосховищ (Київського, 1966 р., та Канівського, 1976 р.) понижена частина території Києва (Поділ, Оболонь, Труханів острів, Лівобережжя, Корчувате) затоплювалася під час великих весняних повеней на Дніпрі (зокрема, 1931 та 1970 років).
Великі повені на Дніпрі в районі Києва були в 1845, 1877, 1895, 1908, 1931, 1970 і 1979 роках. Найбільша повінь в історії Києва сталася у травні 1931 року — тоді затопило Поділ і село на Трухановому острові (знищене німцями у 1943-му). Рибальський півострів перетворився на острів.

### Паводок на Закарпатті 1998 року
Катастрофічний дощовий паводок руйнівної сили, який сформувався в період з 4 до 8 листопада 1998 року, за своїми характеристиками та величиною завданих збитків досяг, а в ряді пунктів перевищив усі попередні за період спостережень. Загинуло 17 осіб, без даху залишилось близько 8 000 осіб. У період паводку було підтоплено 40 793 житлових будинків, з них 2 695 зруйновані та 2 877 пошкоджені. Було зруйновано також 12 мостів, 48,6 км автодоріг. Окрім того, 48 мостів і 722,2 км автодоріг були пошкоджені.

### Повінь на Закарпатті 2001 року
До проходження весняної повені додався паводок. Формування паводка 3—5 березня спричинили інтенсивні дощі: за 3 дні в басейні річок Боржави, Латориці й Тиси випало понад 300 мм опадів, дещо менше — на заході області. Через повінь загинуло 9 осіб. Було підтоплено 255 населених пунктів, 33 580 будинків, знеструмлено 98 населених пунктів, майже 14 000 осіб евакуйовано. Було зруйновано 1 924 будинків, відселено 4 948 мешканців. Зруйновано 6 та пошкоджено 17 мостів. Пошкоджено 52,7 км автодоріг.

### Паводок на заході України 2008

Повінь 2008 року

Улітку 2008 року на заході України стався паводок через інтенсивні грозові дощі і, як результат, різке підняття рівня води в річках. Пік повені припав на 23 — 27 липня, вона вважається найбільшою в історії Західної України за останні 60 років.

### Повідь у Центральній Європі 2010 року
Повідь, що виникла в низці країн Центральної Європи в середині травня 2010 року, стала наслідком тривалих дощів у регіоні, що почалися в ніч з 15 на 16 травня 2010 року. Повінь зачепила такі країни, як: Польща, Чехія, Словаччина, Угорщина, Україна, а також Австрія та Сербія.
В Україні повідь зачепила частково Львівську й Івано-Франківську, а найбільше Закарпатську області: станом на 21 травня в останній було підтоплено 20 сіл, 260 господарств, 1850 га земель. Спочатку затопило Ужгородський, Іршавський та Перечинський райони, а у вівторок ще й Мукачівський.

### Повінь на Закарпатті 2017 року
Стихійне лихо, що сталося в середині грудня 2017 року через інтенсивні опади у вигляді дощу та снігу і, як наслідок, різке підняття рівня води в річках, особливо в низинних Виноградівському та Іршавському районах. Пік повені припав на 15–17 грудня, вона вважається найбільшою в історії Західної України за останні 20 років. Жертв і постраждалих не зафіксовано.
За інформацією глави Закарпатської облдержадміністрації Геннадія Москаля, перелив річки Боржави через дамби перевищив рівень катастрофічного паводка 1998 року.

## Протипаводковий захист в Україні
Державне агентство водних ресурсів України, як спеціально уповноважений центральний орган виконавчої влади, здійснює державне управління у сфері водного господарства та меліорації земель відповідно до законів України, рішень та розпоряджень Президента України, Уряду, державних, міждержавних, регіональних і галузевих цільових програм, основними з яких є Водний кодекс України, Земельний кодекс України, Закон України «Про охорону навколишнього природного середовища», Закон України «Про адміністративні правопорушення», Закон України «Про Загальнодержавну програму розвитку водного господарства України».
Одним з пріоритетних завдань Комітету є забезпечення захисту громадян, населених пунктів, виробничих об'єктів і сільськогосподарських угідь від шкідливої дії вод, мінімізації заподіюваних нею збитків для створення безпечних умов життєдіяльності населення.
Виходячи з цього, Держводагентством розроблено і здійснюється реалізація декількох державних цільових програм протипаводкового захисту, а саме: — «Комплексна програма захисту сільських населених пунктів і сільськогосподарських угідь від шкідливої дії вод на період до 2010 року та прогноз до 2020 року» (затверджена постановою Кабінету Міністрів України від 03.07.2006 № 901); — «Програма комплексного протипаводкового захисту в басейні р. Тиси у Закарпатській області на 2002—2006 роки та прогноз до 2015 року», (затверджена постановою Кабінету Міністрів України від 24.10.2001 № 1388); — «Державна цільова програма комплексного протипаводкового захисту в басейнах річок Дністра, Пруту та Сірету» (затверджена постановою Кабінету Міністрів України від 27.12.2008 № 1151).
У межах «Комплексної програми захисту сільських населених пунктів і сільськогосподарських угідь від шкідливої дії вод на період до 2010 року та прогноз до 2020 року» у даний час в Україні створено комплекс захисних протипаводкових споруд, який включає 3,5 тис. км дамб, 1,2 тис. км берегоукріплювальних споруд, понад 600 насосних та компресорних станцій для перекачування надлишків води. Однак  комплекс захисних споруд на річках та водоймах є недостатнім і потребує значної реконструкції та розбудови.
Особливе занепокоєння спричиняє технічний стан комплексу захисних споруд на водосховищах Дніпровського каскаду, введених в дію в 50-70 роках минулого століття і технічний ресурс яких майже вичерпаний. За допомогою 32 перекачувальних насосних станцій цей комплекс захищає від затоплення 102 населені пункти з інфраструктурою, сільськогосподарські угіддя на площі 197,2 тис. га, міста Переяслав, Ржищів, Нікополь, Марганець, Кам'янка-Дніпровська, а також унікальні копалини марганцевих родовищ і всю інфраструктуру сіл і селищ на захищених територіях Придніпров'я..

### Міжнародне співробітництво
Відповідно до Водного кодексу України, до компетенції Держводагентства належить здійснення міжнародного співробітництва у галузі використання, охорони та відтворення водних ресурсів прикордонних вод. У цьому контексті за період 1992—2001 роки Комітет від імені Уряду України уклав двосторонні міжурядові угоди з питань водного господарства на прикордонних водах з усіма сусідніми країнами, зокрема з Польщею, Словаччиною, Угорщиною, Румунією, Білоруссю, Молдовою та Росією, і в кожній з них головними аспектами є управління водними ресурсами та захист від шкідливої дії вод.
Для належного виконання угод кожна сторона, відповідно до свого законодавства, призначила Уповноваженого і його заступників, які організовують і координують діяльність спільних робочих груп. У своїй діяльності робочі групи керуються регламентами або порядками співробітництва. Оперативне керівництво та забезпечення водогосподарської діяльності з питань співробітництва на прикордонних водах на басейново-територіальному рівні здійснюють організації, які входять до сфери управління Держводгоспу й межують з тією чи іншою країною. Щорічно відбуваються наради Уповноважених Сторін, два рази на рік проводяться зустрічі їхніх заступників та робочих груп і експертів. Всі ці заходи проходять відповідно до затверджених планів робіт і регламентів співпраці, мають офіційний характер і оформляються відповідними протоколами.
Розвивається співробітництво Держводагентства з авторитетними міжнародними організаціями. Комітет був активним учасником підготовки Плану управління басейном р. Дунай, Плану інтегрованого управління басейном р. Тиса та Плану дій щодо сталого протипаводкового захисту в басейні р. Дунай та її головних приток, які останніми роками розроблялись під егідою Міжнародної комісії із захисту річки Дунай.